# Hierarchiczne nagrody Rosyjskiego Kościoła Prawosławnego
Hierarchiczne nagrody Rosyjskiego Kościoła Prawosławnego – nagrody przyznawane duchownym Rosyjskiego Kościoła Prawosławnego za długoletnią służbę.
Obecna hierarchia nagród została ustanowiona w 2004 roku i została zmodyfikowana w 2011 i 2017 roku.

## Rodzaje nagród
Istnieje trzy grupy nagród:
- Podniesienie do wyższej godności (biskup do arcybiskupa),
- Elementy szat liturgicznych, które są używane podczas nabożeństw (nabiedrennik lub mitra),
- Prawo do służenia w dostojniejszej liturgii (Boska Liturgia z otwartymi królewskimi wrotami do Hymnu Cherubinów lub modlitwy Ojcze nasz).

## Nagrody diakonów
| Kolejność | Kler świecki          | Zakonnicy        | Czas | wnioskodawca       |
| --------- | --------------------- | ---------------- | ---- | ------------------ |
| I         | Podwójny orarion      | Podwójny orarion | 5    | biskup diecezjalny |
| II        | Kamiławka (fioletowa) | Brak             | 10   | Patriarcha         |
| III       | Protodiakon           | Brak             | 5    | Patriarcha         |
| IV        | Archidiakon           | Archidiakon      | (30) | Patriarcha         |